# Inagua
Inagua è un distretto delle Bahamas con 911 abitanti al censimento 2010. 
È il distretto più meridionale del paese ed è formato dalle isole Great Inagua e Little Inagua.